# Enicocephaloidea
Enicocephaloidea è una superfamiglia di Insetti dell'Ordine dei Rincoti (Sottordine Heteroptera). È l'unica superfamiglia compresa nell'infraordine Enicocephalomorpha ed è largamente rappresentata nelle regioni temperate.

## Descrizione
Gli Enicocefalomorfi sono insetti di medio-piccole dimensioni, con corpo oblungo lungo 2-15 dimensioni. Il capo è allungato e mostra un restringimento dietro gli occhi apparendo suddiviso in due lobi (anteriore e postoculare); nel lobo postoculare sono localizzati gli ocelli quando sono presenti. Le antenne sono moderatamente lunghe e il rostro relativamente breve, mai più lunghe del capo.
Le ali sono generalmente ben sviluppate, interamente membranose sia le anteriori sia le posteriori. Le anteriori presentano, come nei Dipsocoromorfi, presentano una frattura longitudinale mediale e una vena trasversale che, partendo dal margine costale, interseca la radio e la vena derivata dall'unione di media e cubito. Le zampe anteriori sono generalmente di tipo raptatorio.
L'addome e le armature genitali, nei maschi, sono sempre simmetrici, le femmine sono provviste di ovopositore (Aenictopecheidae) oppure prive (Enicocephalidae).

## Sistematica
Descritto negli anni settanta, questo taxon comprende specie originariamente incluse fra i Reduvoidea e successivamente messe in relazione con i Dipsocoromorfi. La suddivisione sistematica, proposta da ŠTIS (1989) comprende due sole famiglie, Aenictopecheidae ed Enicocephalidae, le quali differiscono sostanzialmente per la morfologia degli organi genitali maschili e femminili e per la morfologia alare.